# Piero Fassino
Piero Fassino, né le 7 octobre 1949 à Avigliana, dans la province de Turin, au Piémont, est un homme politique italien.

## Biographie

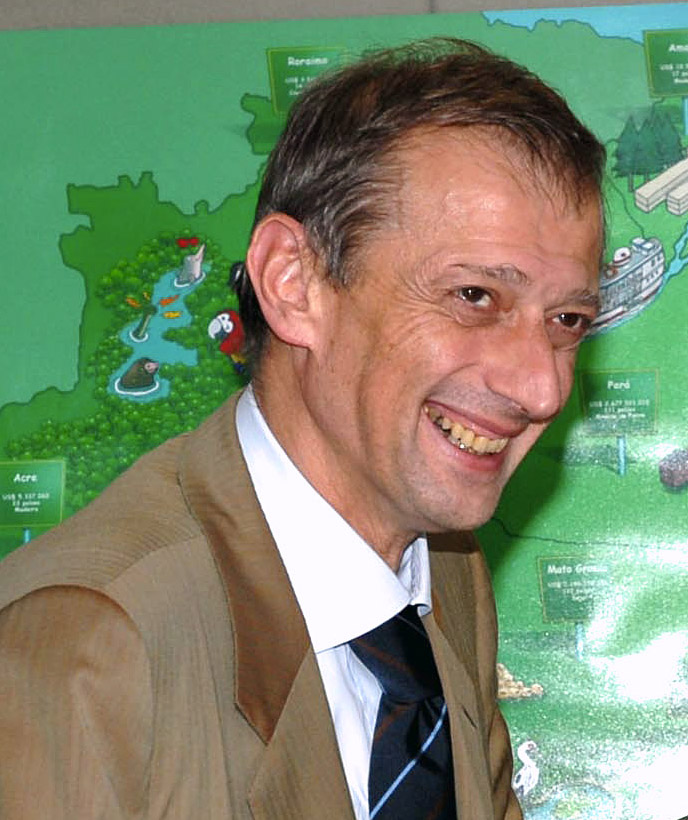
Piero Fassino

Piero Fassino devient Secrétaire Général des Démocrates de gauche (en italien, Democratici di sinistra, DS) le 16 novembre 2001. Il est marié à Anna Maria Serafini, députée du parti entre 1996 et 2001.
Il est issu d'une famille de tradition socialiste : son grand-père maternel fut un des fondateurs du Parti socialiste Italien (en italien, Partito Socialista Italiano, PSI), son grand-père paternel fut tué par les fascistes alors que son père entrait dans la résistance italienne.
Fassino a étudié à l'Istituto sociale, l'École des Pères Jésuites de Turin. Il est diplômé en sciences politiques.
Il s'inscrivit en 1968 à la Fédération des Jeunes Communistes Italiens (en italien, Federazione Giovanile Comunista Italiana) et en devint le secrétaire trois ans plus tard. En 1975, il est élu conseiller municipal de la ville de Turin (poste qu'il conservera pendant 10 ans), puis entre 1985 et 1990 il siège au conseil de la province de Turin.
À l'intérieur du parti, Fassino exerce la fonction de secrétaire de la Fédération de Turin de 1983 à 1987. De plus, il participe à la direction nationale du Parti communiste italien (en italien, Partito Comunista Italiano, PCI).
De 1987 à 1991, il est membre du Secrétariat national du PCI, d'abord en tant que coordonnateur du Secrétariat puis en tant que responsable de l'organisation. Il traversa ainsi la délicate période de transformation du PCI en Parti Démocratique de Gauche encore appelé Démocrates de gauche (en italien, Democratici di sinistra, DS).
De 1991 à 1996, il est secrétaire international du nouveau parti. En 1994, il est élu à la Chambre des députés. Réélu en 1996, il fut sous-secrétaire au Ministère des Affaires Étrangères sous le gouvernement Prodi et reçoit la charge de Ministre du Commerce Extérieur dans le gouvernement D'Alema. Il abandonnera cette charge en avril 2000 au profit de celle de Garde des Sceaux dans le gouvernement Amato II présidé par Giuliano Amato, entre le 25 avril 2000 et le 10 juin 2001.
Il est réélu député le 13 mai 2001. En juillet 2003 sort son livre "Per Passione" édité par Rizzoli. Ce livre prend la forme d'un journal où il retrace les intrigues politico-historiques des trente dernières années.
Le 2 juin 2006, le quotidien Il Giornale a publié des extraits d'une conversation téléphonique (à la suite d'une violation du secret professionnel) entre Fassino e Giovanni Consorte, directeur de l'Unipol et impliqué à l'époque dans le scandale de Bancopoli. La publication donna suite à de nombreuses polémiques. Le parti DS fut partagé entre ceux qui criaient au complot et ceux qui demandaient des clarifications. Pendant ce temps, le centre droit faisait remarquer la fin de la supériorité morale du parti accusé d'avoir voulu "couvrir" l'escalade d'Unipol envers la Bancopoli. Une enquête de la magistrature réfute l'implication de Fassino dans l'affaire.
D'après la liste arrêtée au 11 novembre 2003, il est membre du Comité d'orientation scientifique de l'association fondée par Michel Rocard et Dominique Strauss-Kahn, À gauche en Europe.
Il est maire de Turin entre 2011 et 2016. Il est battu à cette dernière date par Chiara Appendino.